# Ignazio Galletti
Ignazio Amedeo Galletti (1726 – 1791) è stato un architetto italiano, attivo in Piemonte.
Tra i suoi progetti si annoverano il santuario della Madonna di Oropa (1774), il Palazzo Piossasco di Rivalba (1725), Villa Richelmy (1780), nel territorio del comune di Collegno e un convento di frati minori a Chieri, attualmente utilizzato come municipio (1780). Della sua vita non si sa molto.